# Буримів Василь Андрійович
Буримів (Бурімов) Василь Андрійович (22 березня 1889, м. Ніжин, Чернігівська губернія, сучасна Чернігівська область — дата смерті невідома, не раніше 26.06.1923) — український військовик, сотник 5-ї Херсонської дивізії Армії УНР.
Відповідно до українського законодавства є борцем за незалежність України у ХХ столітті.

## Життєпис
Закінчив 8 класів Ніжинської класичної гімназії (08.1901 — 1913). Навчався на історико-філологічному факультеті Київського університету Святого Володимира (09.1913— 04.1916). Не завершивши навчання, поступив до Миколаївської військової школи в Києві, яку закінчив 1 грудня 1916 р. й одразу відбув до полку. 9 лютого 1918 р. демобілізувався.

Василь Буримів в «Curriculum vitae» від 26.06.1923 зазначив наступне:
 «У вересні 1918 р. знову вступив до Університету, на той же факультет, а в листопаді того ж року по мобілізації був призваний до військової служби в Українську армію, в котрій перебував весь час. 21 листопада 1920 p., перебуваючи в Українській армії, разом з нею перейшов кордон Польщі та був інтернований, де знаходжусь і до цього часу».
В журналі зарахування старшин Дієвої Армії УНР на дійсну військову службу впродовж 1920–1923 рр можна знайти "Бурімов Василь, хорунжий, піхота — поручник". А вже в в наказі ч.84 від 28/П.1922 року в переліку старшин 5-ї Херсонської дивізії Армії УНР значиться сотник Василь Буримів.
Перебуваючи на еміграції, намагався поступити на навчання до Української Господарської Академії, одначе йому було відмовлено через брак документів про освіту.
Подальша доля невідома.

## Рекомендовані джерела
- ЦДАВО України. — Ф. 1075. — Оп. 2. — Спр. 653. — Арк. 108.
- ЦДАВО України. — Ф. 3795. -Оп. 1. — Спр. 773. — Арк. 15 — 15 зв.